# Pseudostenophylax sabadiel
Pseudostenophylax sabadiel är en nattsländeart som beskrevs av Schmid 1991. Pseudostenophylax sabadiel ingår i släktet Pseudostenophylax och familjen husmasknattsländor. Inga underarter finns listade i Catalogue of Life.